# Gonystylus

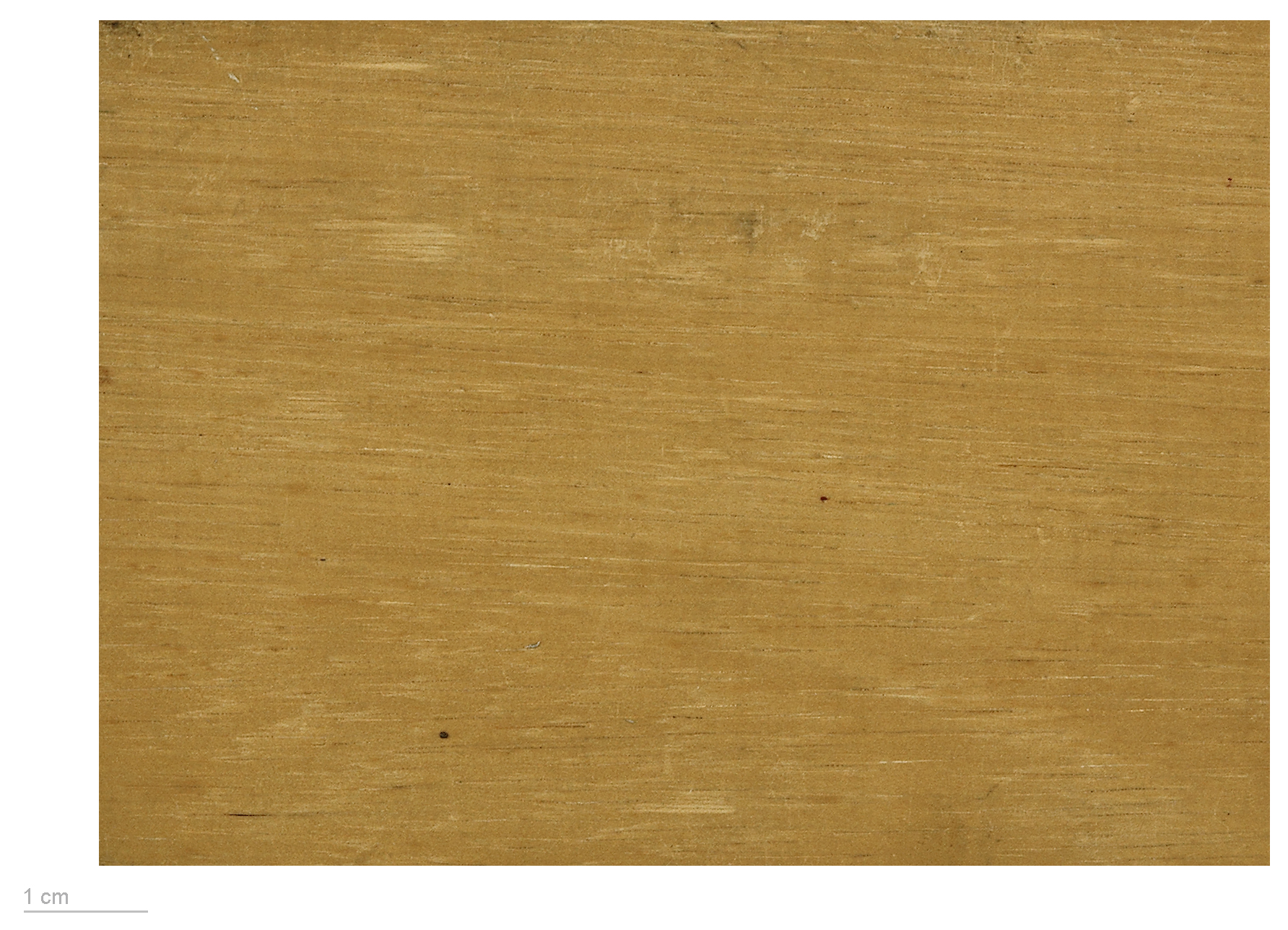
Gonystylus spp. - MHNT

Gonystylus é um género botânico pertencente à família Thymelaeaceae.

## Espécies
Apresenta aproximadamente 30 espécies, incluindo:
Gonystylus affinis
Gonystylus bancanus
Gonystylus confusus
Gonystylus forbesii
Gonystylus macrophyllus
Gonystylus maingayi
Gonystylus miquelianus
Gonystylus velutinus
1. ↑  «Gonystylus — World Flora Online». www.worldfloraonline.org. Consultado em 19 de agosto de 2020